# ولری هارپر
ولری هارپر (به انگلیسی: Valerie Harper)؛ با نام کامل ولری کاترین هارپر زادهٔ ۲۲ اوت ۱۹۳۹ – درگذشته ۳۰ اوت ۲۰۱۹) یک هنرپیشه سینما، تلویزیون، و تئاتر اهل ایالات متحده آمریکا بود. وی از سال ۱۹۵۹ تا ۲۰۱۹ (میلادی) مشغول فعالیت بود.

## گزیده فیلم‌شناسی
از فیلم‌ها یا برنامه‌های تلویزیونی که وی در آن نقش داشته‌است می‌توان به آثار زیر اشاره کرد.

### فیلم
- بخش دوم (۱۹۷۹)
- آخرین زوج آمریکا (۱۹۸۰)
- تقصیر ریو است (۱۹۸۴)

### مجموعه تلویزیونی
- ستوان کلمبو (۱۹۷۲)
- سکس و شهر (۱۹۹۹)
- گدایان و انتخاب‌کنندگان (۲۰۰۰)
- کدبانوهای وامانده (۲۰۱۱)
- سیمپسون‌ها (۲۰۱۳–۲۰۱۸)
- رقص با ستارگان (۲۰۱۳)
- بابای آمریکایی! (۲۰۱۴–۲۰۱۹)
- دو دختر ورشکسته (۲۰۱۵)